# 小笠原貞孚
小笠原 貞孚（おがさわら さだざね/さだちか）は、播磨国安志藩7代（最後の）藩主。忠脩系小笠原家12代。

## 生涯
嘉永3年（1850年）11月4日、6代藩主・小笠原貞幹の長男として生まれる。万延元年（1860年）11月6日、父・貞幹（忠幹と改名）が本家豊前小倉藩を継いだため、嫡男である貞孚が代わって安志藩主となる。
幕末期には本家とともに元治元年（1864年）の第一次長州征討や慶応2年（1866年）の第二次長州征討に参加している。第二次長州征討では、小笠原忠忱、小笠原貞正らとともに長州藩と戦うものの、敗れて肥後にまで撤退した。
慶応4年（1868年）1月17日、新政府に対し、病気のために重臣を上洛させることを願い、2月21日、重臣を上洛させる。同年4月26日、貞孚が上洛する。同年閏4月11日、従五位下・信濃守に叙任する。明治2年（1869年）6月24日、版籍奉還で知藩事となる。明治4年（1871年）の廃藩置県で免官となった。明治17年（1884年）に子爵を授けられた。明治38年（1905年）6月3日、安志で死去した。享年56。墓所は東京都練馬区桜台の円満山広徳寺。

## 系譜
- 父：小笠原貞幹（1827年 - 1865年） - のち忠幹
- 母：不詳
- 正室：松平光則の娘
- 養子
  - 男子：小笠原長丕（1891年 - 1968年） - 小笠原忠忱の次男

| 日本の爵位 | 日本の爵位                                | 日本の爵位      |
| ---------- | ----------------------------------------- | --------------- |
| 先代 叙爵  | 子爵 （安志）小笠原家初代 1884年 - 1905年 | 次代 小笠原長丕 |